# أطيش نازكا
أطيش نازكا(الاسم العلمي: Sula granti) هو نوع من الأطيش يوجد شرق المحيط الهادي خاصة في جزر غالاباغوس وجزيرة كليبرتون وجزر ريفياجيجيدو قبالة ولاية كاليفورنيا.

## معرض صور

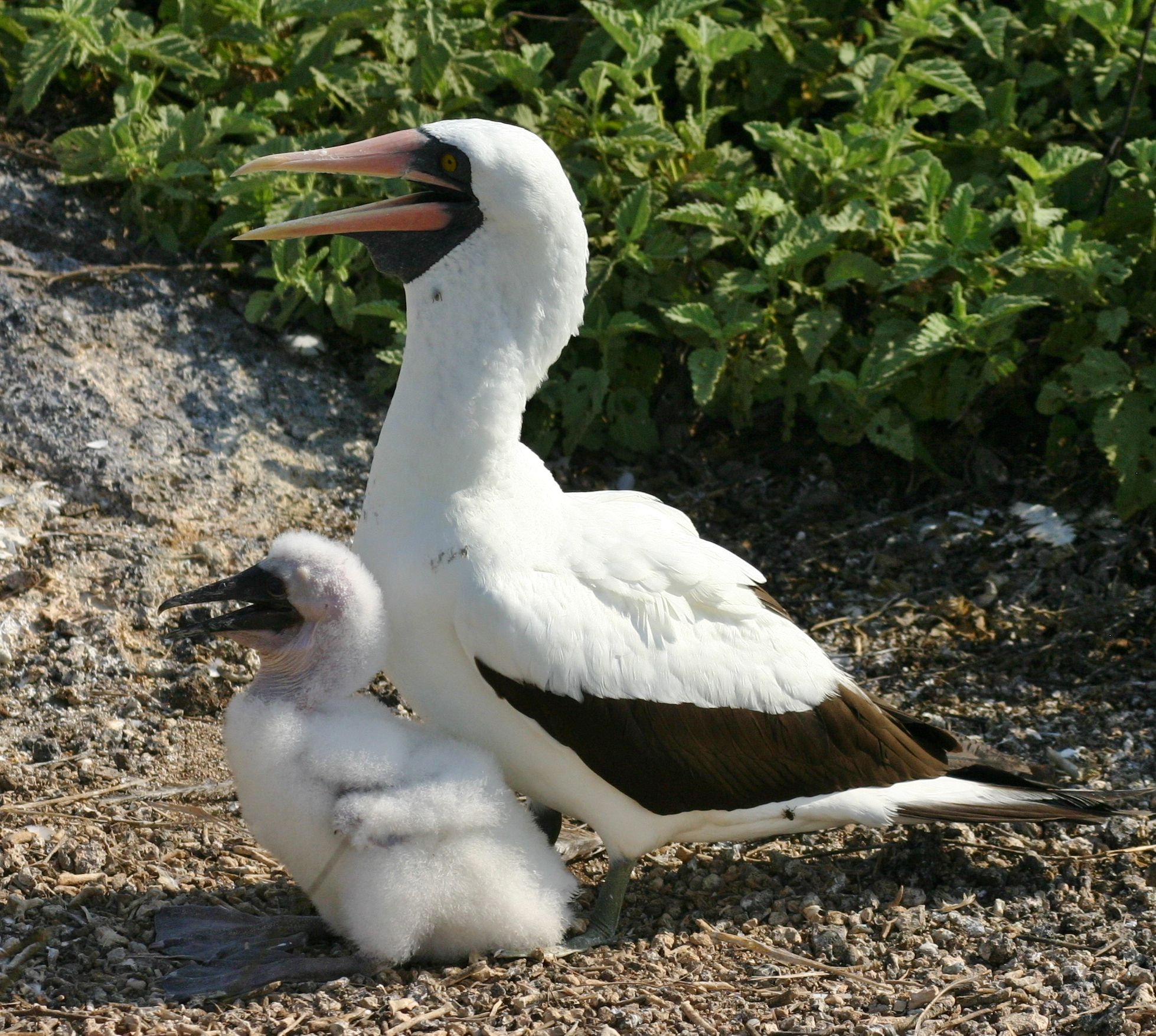
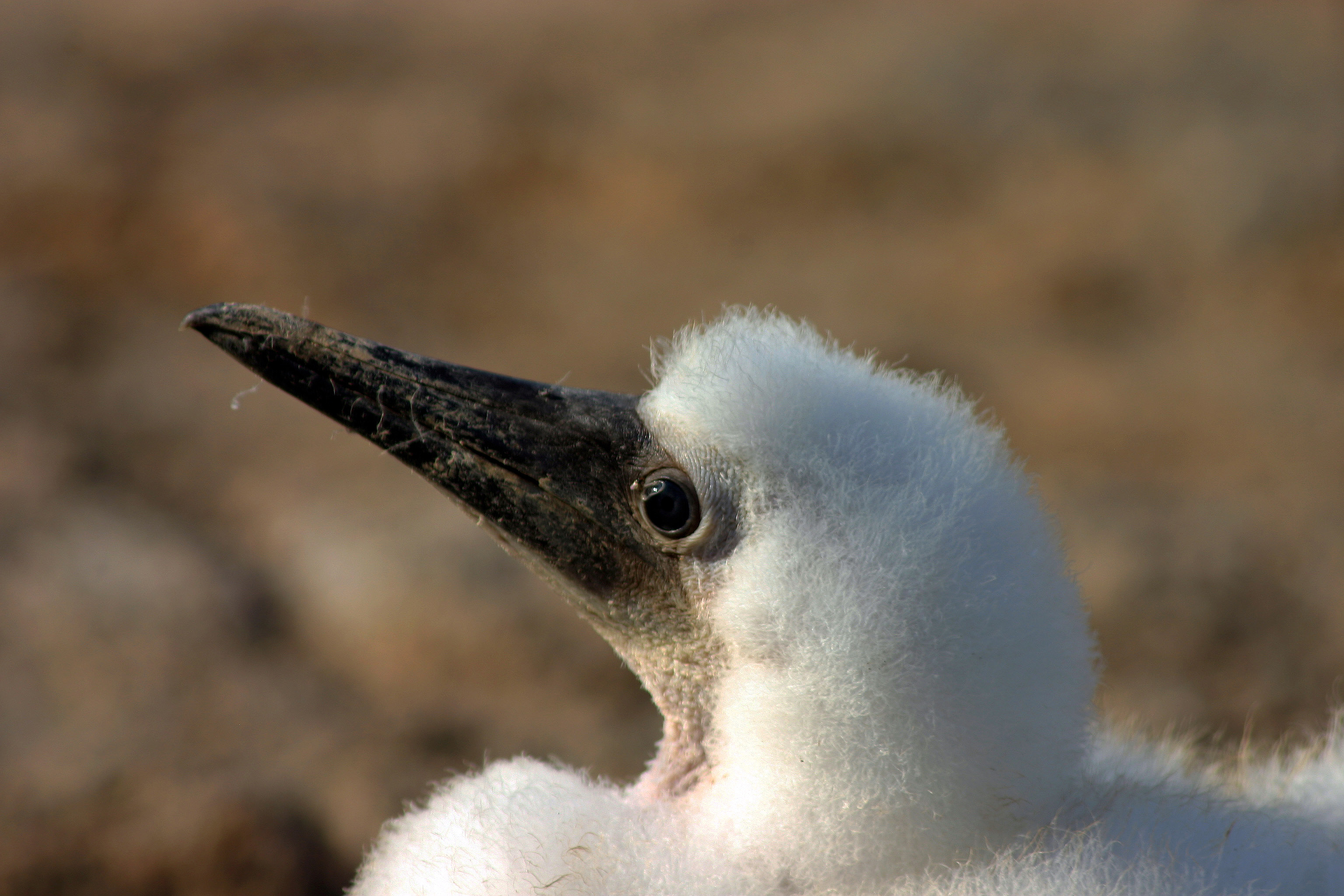
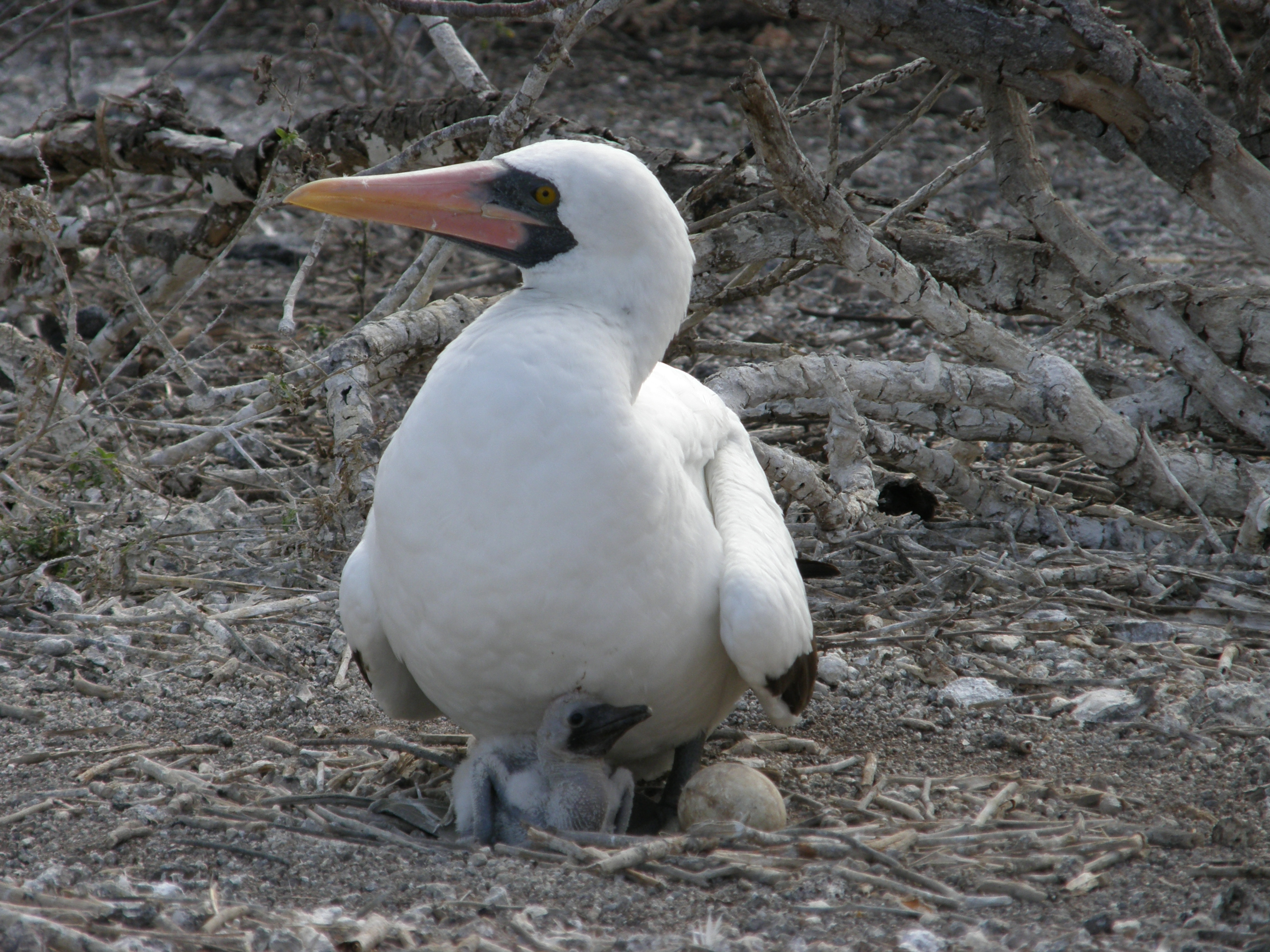
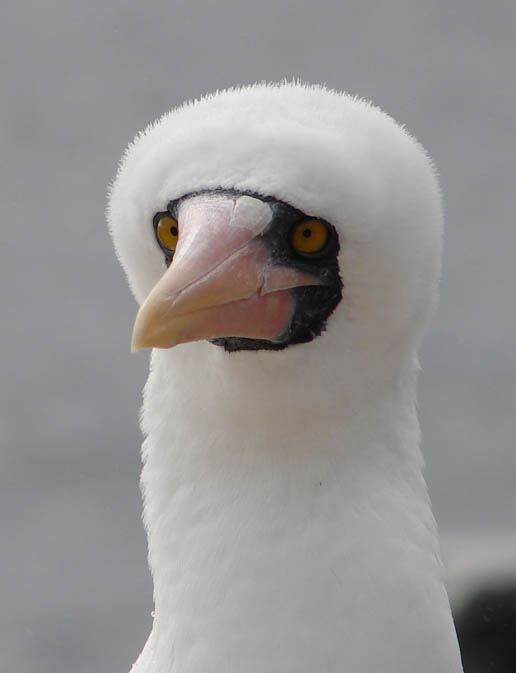
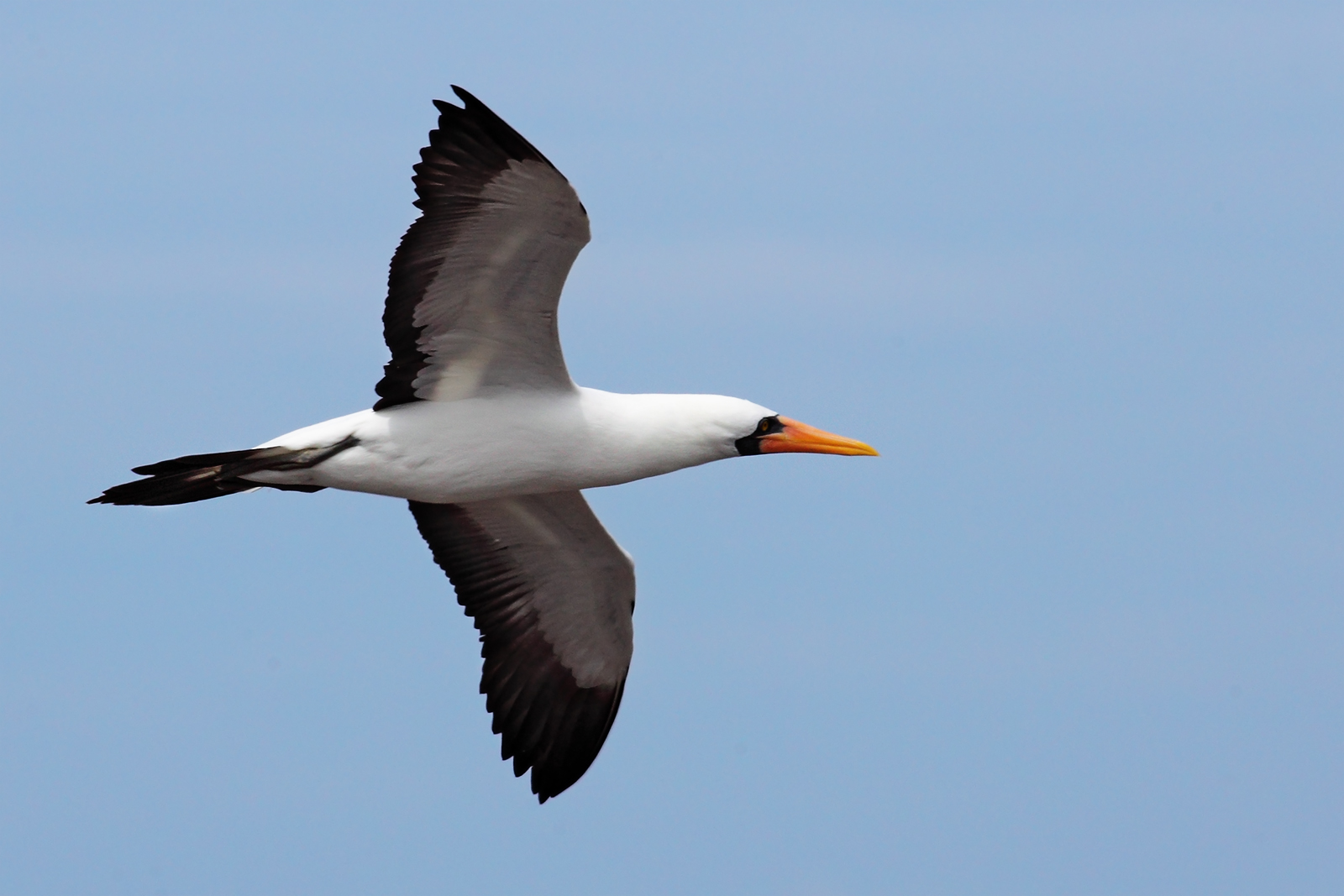
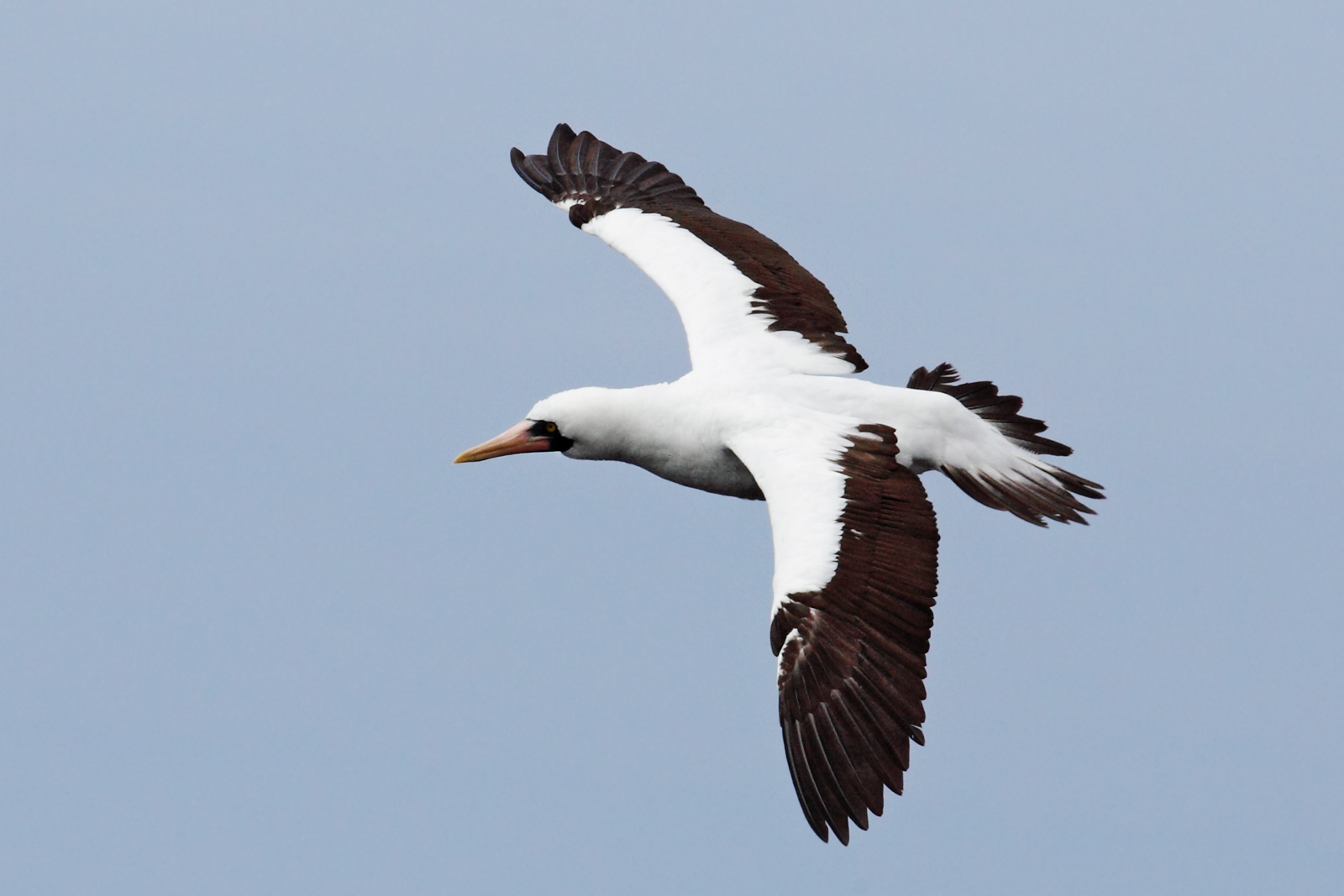